# Ruth Kligman
Ruth Kligman (Newark, 25 gennaio 1930 – New York, 1º marzo 2010) è stata una pittrice statunitense.

## Biografia
Attiva fin dagli anni cinquanta, a partire dal 1957 fu sentimentalmente legata al suo mentore, Willem de Kooning, e come lui esponente dell'espressionismo astratto. Prima di tale relazione fu anche l'amante di un altro noto pittore, Jackson Pollock (sposato con un'altra pittrice, Lee Krasner): fu l'unica sopravvissuta all'incidente d'auto che uccise Pollock e l'amica Edith Metzger. Dal suo legame con Pollock trasse nel 1974 un libro autobiografico, Love Affair: A Memoir of Jackson Pollock.
È morta nel 2010, all'età di 80 anni.